# Powiat Acquarossa
Acquarossa (wł. Circolo di Acquarossa) – powiat w Szwajcarii, w kantonie Ticino, w okręgu Blenio. Siedziba administracyjna powiatu znajduje się w miejscowości Acquarossa. 
Powiat składa się z jednej gminy (comune) o powierzchni 61,78 km² i o liczbie mieszkańców 1831.

## Gminy
| Nazwa gminy | Liczba mieszkańców 31 grudnia 2021 | Powierzchnia km² |
| ----------- | ---------------------------------- | ---------------- |
| Acquarossa  | 1 827                              | 61,78            |

## Zmiany administracyjne
- 4 kwietnia 2004
  - przyłączenie gmin Castro, Corzoneso, Dongio, Largario, Leontica, Lottigna, Marolta , Ponto Valentino i Prugiasco do gminy Acquarossa